# Villa Parodi
Villa Parodi es una localidad argentina ubicada en el departamento Montecarlo de la Provincia de Misiones. Depende administrativamente del municipio de Puerto Piray, de cuyo centro urbano dista unos 5 km. Se encuentra en el cruce de la Ruta Nacional 12 con Puerto Piray.
Cuenta con una escuela.

## Vías de acceso
Su principal vía de acceso es la Ruta Nacional 12, que la vincula al sudoeste con Montecarlo y al nordeste con Eldorado.